# 浪错
浪错（藏語：གླང་མཚོ，威利转写：glang mtsho，THL：Lang Tso），位于中国西藏自治区日喀则市昂仁县境内，地处昂仁县东南部，雅鲁藏布江北岸。湖面海拔4300米，面积12.1平方公里。湖区年均气温6℃，年降水量300～400毫米左右。属雅鲁藏布江流域，湖水经东部流出向南注入雅鲁藏布江。219国道经过湖北岸。